# Giulio Alberoni

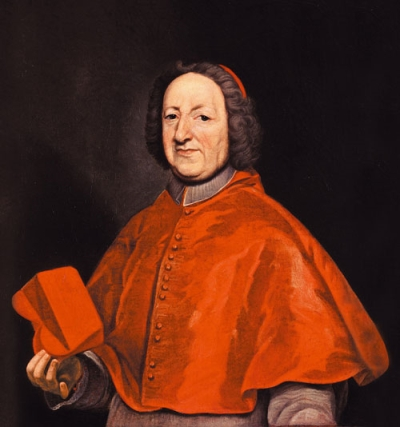
Giulio Kardinal Alberoni (Porträt von Giovanni Maria delle Piane, 2. H. 18. Jh.).
Alberonis Unterschrift:

Giulio Alberoni (* 21. Mai 1664 in Fiorenzuola d’Arda unweit Piacenza; † 26. Juni 1752 in Piacenza) war italienischer Kardinal und Staatsminister unter Philipp V. von Spanien.

## Leben
Alberoni war das erste von sechs Kindern des Gemüse- und Weingärtners Giovanni Maria Albertoni († 16. Juni 1676) und dessen Frau Laura (geborene Ferrari; † 1692). Er wurde in einer Klosterschule in Piacenza unterrichtet und nach dem Tod seines Vaters als Kirchendiener (Mesner) an der dortigen Domkirche angestellt. Er gehörte zunächst den Barnabiten der Kirche Santa Brigida an, von denen er seine ersten Kenntnisse in Latein erhielt. Ab 1680 begann er bei den Jesuiten zu studieren. Gemeinsam mit Ignazio Gardini zog er nach Ravenna. Der päpstliche Vizelegat und Bischof von Piacenza-Bobbio Giorgio Barni (1688–1731) ernannte Alberoni 1688 zu seinem Hausmeister. Im Jahr 1689 empfing er die Priesterweihe und eine Pfründe. Der Bischof übertrug ihm die Ausbildung seines Neffen Graf G. B. Barni. Alberoni widmete sich dem Studium des kanonischen Rechts, der Kirchengeschichte und der französischen Sprache. Nach dem Tod seiner Mutter begleitete er den jungen Grafen Barni nach Rom, wo er zwei Jahre blieb.
Im Haus des Alessandro Roncoveri (1642–1711), Bischof von Borgo San Donnino, freundete er sich mit Alessandro Aldobrandini (1667–1734) an, dem späteren Kardinal und Nuntius in Spanien. Roncoveri empfahl ihn dem Herzog Francesco Farnese von Parma, der ihn als französischen Dolmetscher bei seinen Verhandlungen mit dem Herzog Louis II. Joseph de Bourbon von Vendôme, Befehlshaber des französischen Heers in Italien im spanischen Erbfolgekrieg, einsetzte. Vendôme nahm ihn 1706 mit nach Paris und 1711 mit nach Spanien. Nach dem Tod Roncoveri ernannte ihn Herzog Farnese zu seinem Geschäftsträger in Madrid. Hier arrangierte Alberoni 1714 die Vermählung Philipps V. mit Elisabetta Farnese, der Nichte und Stieftochter des Herzogs von Parma. Die Folge dieser Heirat war der Sturz der bisher am spanischen Hof allmächtigen Prinzessin Orsini und Alberonis Erhebung zum Ratgeber der Königin und des Ministers Francesco del Giudice. An dessen Stelle trat er, nachdem Papst Clemens XI. ihm am 12. Juli 1717 die Kardinalswürde verliehen hatte. Alberoni erhielte 1724 die Ernennung zum Kardinalpriester mit der Titelkirche Sant'Adriano al Foro.

## Wirken
Ab 1717 führte Alberoni die Regierungsgeschäfte quasi im Alleingang. Er reformierte im Einverständnis mit der Königin die Verwaltung und das Finanzwesen, indem er die Steuerfreiheit des Klerus beschränkte und zugunsten einer aufgeklärten Autokratie die provinziellen Freiheiten abschaffte. Sein Wirken führte durch die Ansiedelung ausländischer Arbeiter (insbesondere aus Holland und England) zu einer Belebung des Handels. Er verbesserte das Kriegswesen, indem er die Ausrüstung verbesserte und Fabriken zur Herstellung von Gewehren, sowie Werften in Ferrol und Cadiz ausbauen ließ, um eine neue Flotte aufzustellen. Alberoni ließ die Festungen instand setzten und in Barcelona und Pamplona neue Zitadellen errichten, wobei er die Umsetzung durch Einsparungen, beispielsweise durch die Reduzierung der Anzahl an Regierungsbeamten, und die Erhebung neuer Steuern finanzierte. Es wurden neue Münzen geprägt und Textilfabriken gegründet, die Leinwände und Vorhänge herstellen sollten. Gärtner und Bauern aus Parma wurden angesiedelt, um Modellpflanzungen in Aranjuez anzulegen. Er ließ in Cadiz eine Marine- und Navigationsschule einrichten und intensivierte den Seehandel.
Seine Außenpolitik war allerdings weniger erfolgreich. Er sollte dafür sorgen, dass die Kinder der Königin, die von der spanischen Thronfolge ausgeschlossenen waren, die Throne anderer Königreiche besetzen sollten. Alberoni wollte daher Mailand, Neapel, Sizilien und Sardinien für Spanien zu erobern lassen. Er knüpfte mit allen Gegnern der neuen Ordnung Bündnisse, so unter anderem mit Jakob Stuart und den Söhnen Ludwigs XIV., die von Philipp von Orléans verdrängt worden waren. Im August 1717 schickte er ein spanisches Geschwader aus zwölf Linienschiffen und 100 Transportfahrzeugen, besetzt mit 8600 Mann, über das Mittelmeer nach Sardinien, die dort anlandeten und Cagliari besetzten. Anschließend eroberten sie die ganze Insel. Im Juli 1718 entsandte er 400 Schiffe mit rund 55000 Mann, nach Sizilien, dabei wurden Palermo und Messina angegriffen und die Zitadelle von Messina belagert.
Daraufhin schlossen Großbritannien, Frankreich, Österreich und Niederlande die Quadrupelallianz gegen Spanien. Die Spanische Flotte wurde am 11. August 1718 in der Seeschlacht vor Kap Passero von der britischen Flotte unter George Byng fast gänzlich vernichtet.
Für Frankreich hatte er den Plan gefasst durch die Verschwörung von Cellamare den Regenten, den Herzog von Orléans, gefangen zu nehmen und König Philipp V. zum Vormund des jungen Ludwig XV. zu proklamieren. Auch dieses Unternehmen scheiterte und Frankreich erklärte 1719 Spanien den Krieg. Er sandte Truppen über die Pyrenäen nach Frankreich. Zugleich machten die Österreicher in Sizilien Fortschritte und die Briten landeten in Galicien, um den zugunsten des Hauses Stuart von Philipp V. 1718 unter dem Duke of Ormonde versuchten Einfall in Schottland zu rächen.
Alberoni wurde durch eine königliche Verfügung vom 5. Dezember 1719 all seiner Ämter enthoben und erhielt die Auflage innerhalb von acht Tagen Madrid und nach spätestens drei Wochen Spanien zu verlassen. Er begab sich nach Italien, wo er sich von März 1720 bis April 1721 in einem Kloster bei Bologna verborgen hielt, da ihm Papst Clemens XI. einen Prozess androhte. Nach dessen Tod nahm Alberoni seinen Sitz im Konklave ein und beteiligte sich an der Wahl des neuen Papstes Innozenz XIII., der ihm gewogen war. 1734 ernannte Clemens XII. ihn zum Legaten in Ravenna. Von Benedikt XIV. wurde er 1740 zum Legaten in Bologna ernannt. 1743 zog er sich nach Piacenza zurück und widmete sich dem von ihm gestifteten Seminar zur Ausbildung junger Parmesaner (Collegium Alberoni 1751). Nach seinem Tod fiel sein Vermögen größtenteils an die spanische Krone.